# Instytut Katyński

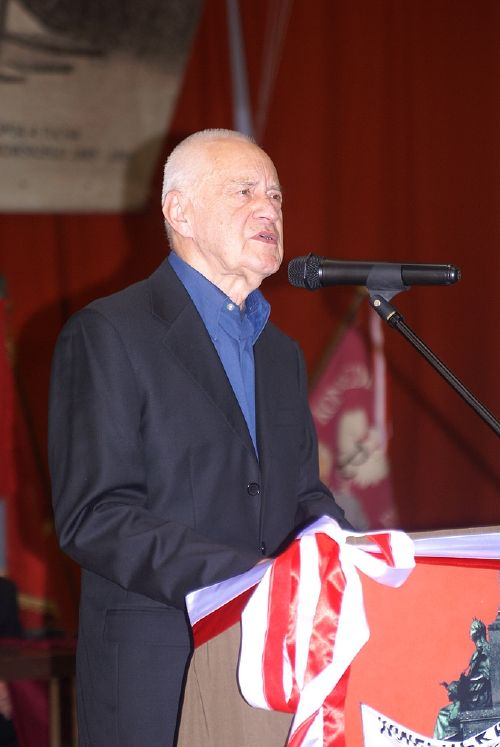
Adam Macedoński, jeden z założycieli Instytutu

Instytut Katyński – polska organizacja pozarządowa stawiająca sobie za cel upamiętnienie ofiar zbrodni katyńskiej. 

## Historia
Powołana w 1978 w Krakowie przez Andrzeja Kostrzewskiego, Adama Macedońskiego i Stanisława Tora. Latem 1978 dołączyli do nich: Leszek Martini i Kazimierz Godłowski. Zanim ujawniono istnienie Instytutu, jego założyciele przygotowali 15 numerów pisma Biuletyn Katyński, które później było sukcesywnie wydawane i kolportowane. Przetłumaczono z angielskiego, niemieckiego i rosyjskiego oraz przygotowano do druku szereg dokumentów, w tym: Raport Owena O'Malleya, Raport Komisji Specjalnej Kongresu Stanów Zjednoczonych do Zbadania Mordu w Katyniu, Raport Tartakowa o likwidacji trzech obozów (Kozielsk, Ostaszków, Starobielsk) opublikowany w 1957 roku w niemieckim piśmie 7 Tage. Oprócz Biuletynu i samodzielnych pozycji książkowych Instytut wydawał także okolicznościowe ulotki.
W kwietniu 1979 ujawniono istnienie Instytutu. Jedyną osobą, która ujawniła swoje nazwisko, był Macedoński, organizujący także prelekcje na temat zbrodni katyńskiej w różnych miastach Polski. W związku z działalnością opozycyjną Macedoński podlegał represjom ze strony Służby Bezpieczeństwa: rewizje w mieszkaniu, zatrzymania na 48 godzin, bezprawne groźby i zastraszanie. 
Instytut kontynuował swoją działalność (głównie poprzez wydawanie nowych numerów pisma oraz reedycję starych) w latach 80. oraz na początku lat 90. – w 1993 wydano 37 numer pisma.